# Еталон смерекового з домішкою бука насадження
Еталон смерекового з домішкою бука насадження — ботанічна пам'ятка природи місцевого значення. Об'єкт розташований на території Надвінянського району Івано-Франківської області, Довбушанське лісництво, квартал 22, виділ 8.
Площа — 11,0000 га, статус отриманий у 1993 році.